# 柏林航空

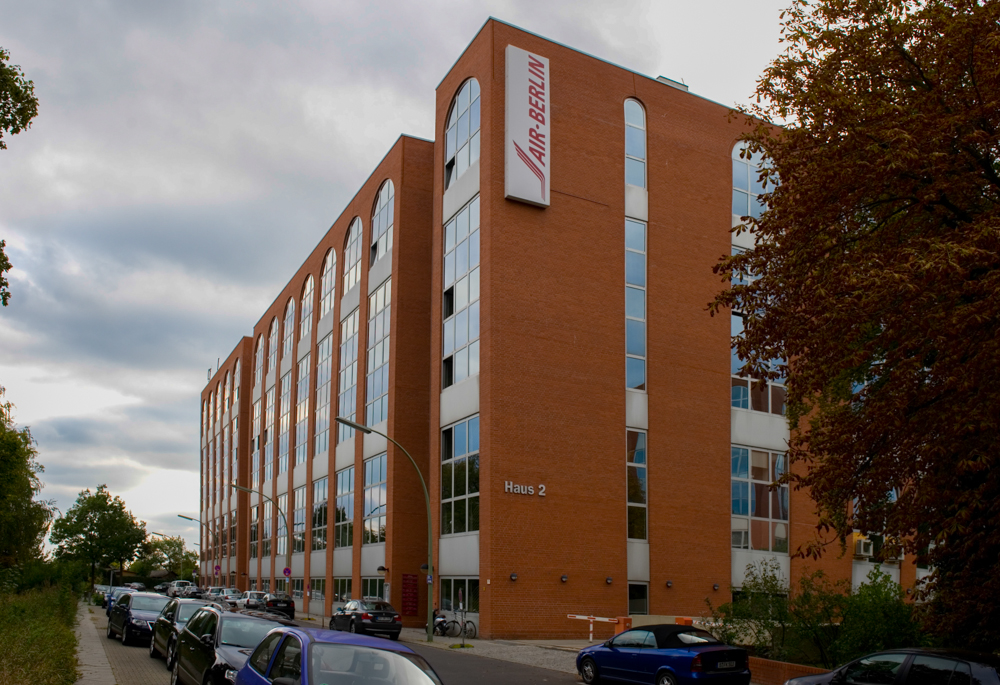
柏林航空位于柏林夏洛滕堡-威尔默斯多夫的总部

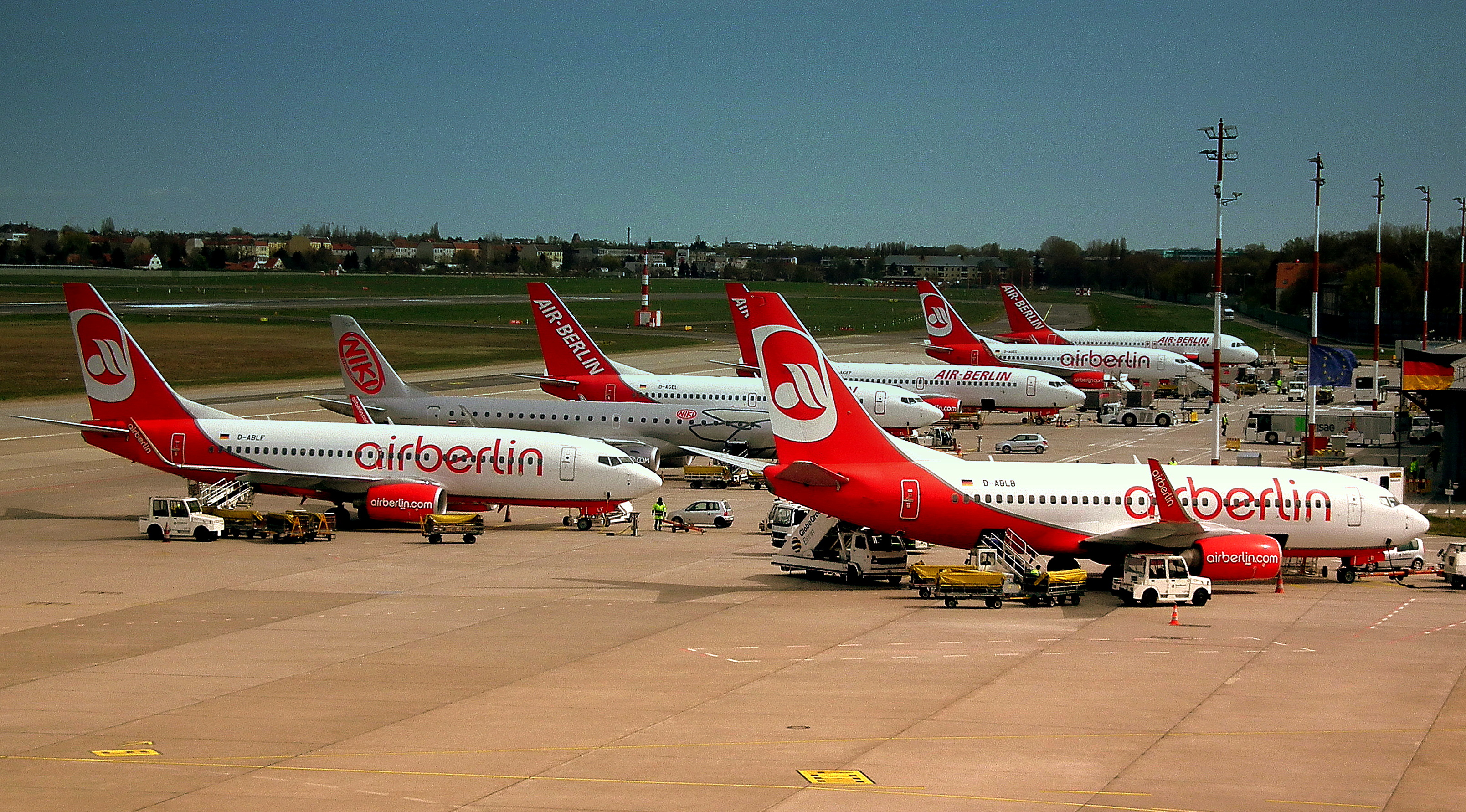
柏林-泰格尔机场的机群

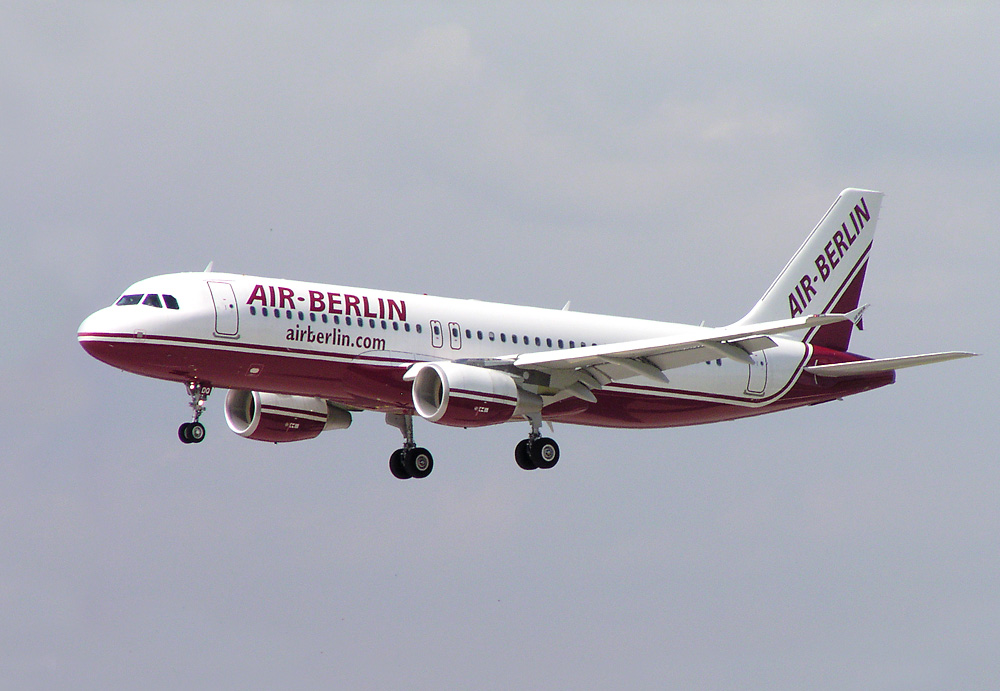
柏林航空空客A320的旧涂装

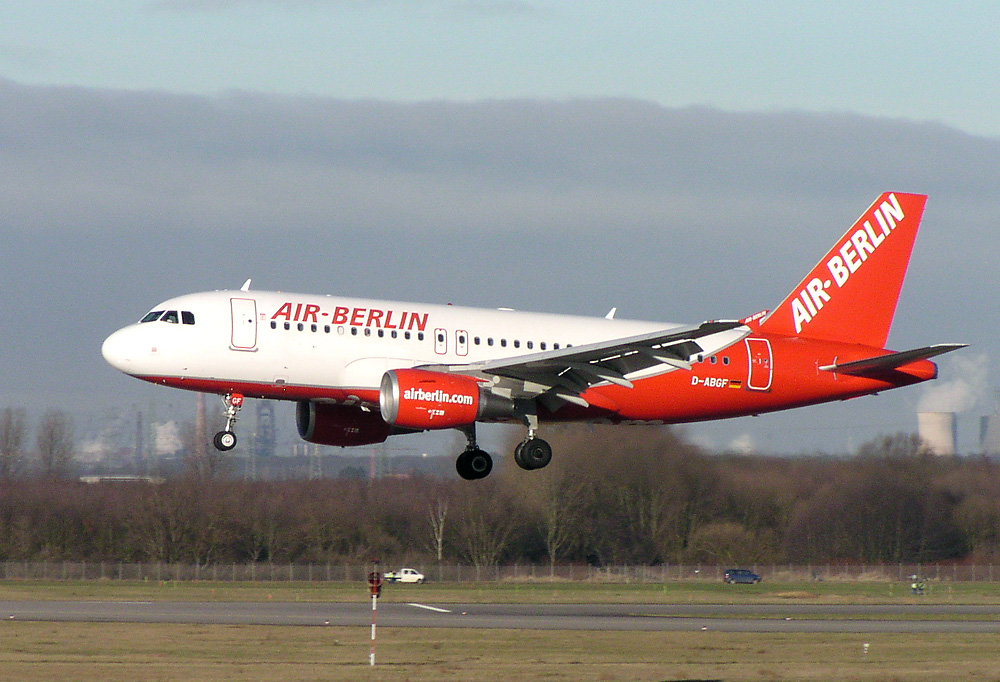
柏林航空空客A319的临时涂装

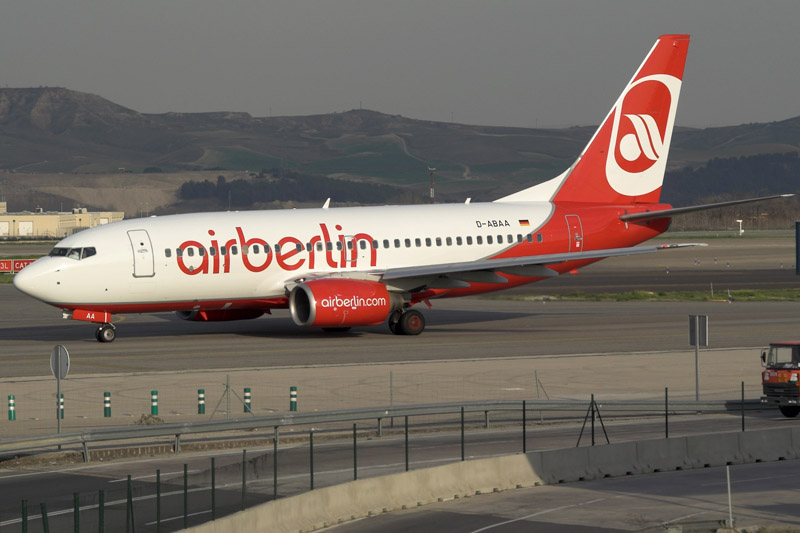
柏林航空波音737-700的新涂装

柏林航空服务两合公司（德語：Air Berlin PLC & Co. Luftverkehrs KG）簡稱柏林航空，是仅次于汉莎航空的德国第二大航空公司。 其总部设于柏林， 广泛经营从德国飞往地中海、加那利群岛和北非等假日航点，以及欧洲一些主要城市的半廉价航空服务。它的基地是柏林—泰格尔机场於2012年起转场至柏林勃兰登堡国际机场；枢纽机场则包括杜塞尔多夫国际机场、纽伦堡机场及帕尔马的颂圣若安机场。 柏林航空的母公司柏林航空集团是一家拥有8,400名雇员 的上市公司（FSE：AB1，ISIN为GB00B128C026）。柏林航空总共有2,700名雇员，其中总部1,200名，截止2006年柏林航空是柏林地区最大的企业之一。
柏林航空在2008年共运送旅客2,860万人次。
2012年3月20日，柏林航空正式加入寰宇一家，成為聯盟中第五位來自歐洲的成員航空公司。2017年8月15日，因連年虧蝕加上大股東阿提哈德航空停止提供資金支持，柏林航空申請破產保護。漢莎航空收購旗下子公司尼基航空和瓦爾特航空的全部資產。柏林航空於2017年10月28日正式停止營運。

## 历史
1978年，前泛美航空机师Kim Lundgren及John D. MacDonald在美国俄勒冈州成立了提供包机服务的柏林航空，并在美国联邦航空局注册。至1990年10月底冷战结束前，柏林航空一直使用Air Berlin USA的名称。
1985年，柏林航空将总部设于柏林—泰格尔机场。
西柏林在冷战时期（1945年4月8日－1990年10月2日）有着特殊的法律地位并实施空中戒严，所有来往于这个德国分裂前的首都和现任首都西半部的航权仅对二战中的三个西方战胜国的航空公司开放，即仅限于总部位于美国、英国和法国的公司。此外，所有飞行进出西柏林空中走廊的盟军飞机的机组人员，即飞行员、飞行工程师、领航员等，必须持有美国、英国或法国护照。
柏林航空的首架飞机是波音707-320，一架从环球航空临时获得的二手飞机。 这架飞机常驻在柏林—泰格尔机场，它被分配执行一个利润丰厚的包机航班中，柏林航空承包了当时柏林旅行社翘楚Berliner Flug Ring到地中海的加那利群岛的团队旅游包机航线。 柏林航空是在另一个包机公司Aeroamerica与旅行社的合作期满后获得这一合同的。 
除了经营这项团队旅游的包机服务，柏林航空还在1980年代初期开通了从柏林—泰格尔经停布鲁塞尔至美国佛罗里达州奥兰多的每周定期航线。
柏林航空早期还通过收购更多的二手波音707飞机进行扩张，并在1981年春天更换了更现代的二手波音737-200高级型执行更多的由柏林出发的团队旅游航班。
最后，柏林航空在1980年代末过渡到完全由全新波音737-300/400所组成的机队， 这也与它们的新涂装一致。
随着1990年10月3日两德的统一，德国投资者收购了该公司，并委任前LTU国际经理约阿西姆·胡诺德为新公司CEO。该航空公司根据德国法律重新注册并改为现名。 公司还加入了国际航空运输协会，并于1997年开始开设定期航班飞往欧洲的商业枢纽，如伦敦、苏黎世、维也纳和巴塞罗那等。2004年1月，柏林航空宣布与前一级方程式赛车手尼基·劳达新成立的航空公司尼基航空合作，并持有后者24%的股份。
2006年，柏林航空成功完成了在法兰克福证券交易所的首次公开募股。共向市面发行了4250万股票，公司声称筹集超过4亿欧元的现金，用以扩大运营及购买飞机。 随后柏林航空又宣布已经得到DBA航空100%的股份， 并在2006年8月正式完成收购。2007年3月，柏林航空又接管了德国包机航空公司LTU国际，从而成为欧洲第四大航空集团（在客运方面），2006年实现运送旅客2210万人次。同时，柏林航空还从瑞士旅行集团Hotelplan购入瑞士航空公司Belair的49%的股权。
2009年3月底，途易旅游股份公司与柏林航空股份公司签署战略合作协议。双方将交叉持有对方子公司19%的股份。在德国反垄断委员会的批准下，所有TUIfly的城市航线今后将交由柏林航空通过长期湿租运营。
2017年8月15日，柏林航空鑒於過去6年多以來累計虧損逾27億歐元和淨負債12億歐元。同时收到持股兩成九的主要股東阿提哈德航空公司通知，將不會再提供進一步的財務支持，宣布申請破產保護。
2017年10月9日，柏林航空宣佈2017年10月28日會終止其所有業務，當中不包括濕租賃協議。

## 近期发展
2007年，柏林航空在一架空客A319上首先展示了其全新的涂装。 同年9月20日，柏林航空宣布将收购竞争对手神鹰航空，并将给予托马斯·库克集团30%的股份。 其后由于各类因素，包括包括飞机燃料的价格增涨迅速，导致交易在2008年7月被迫放弃。
2008年6月18日， 柏林航空宣布裁减14架短途客机和部分长途航班，以提高整个服务网络的盈利能力。此举有效地减少了柏林航空10%的总运力，以及减少了30%的长途飞行能力。此外，公司还宣布缩减至开普敦、温得和克和曼谷的航班，并增加至迈阿密、坎昆和蒙特哥贝的航班。
根据民航局的统计资料，柏林航空被评为2008年伦敦斯坦斯特德机场准点率最高的运营商。
2009年5月1日，柏林航空最终决定停用LTU品牌。所有LTU的飞机和机组人员将更换为柏林航空的航班号、涂装及名称。
2010年7月26日，柏林航空宣布加入寰宇一家航空聯盟，並於2012年3月20日正式加盟。
2017年8月15日，柏林航空宣布因大股東阿提哈德航空停止提供資金支持，申請破產保護。公司於2016年虧損達7.8億歐元，負債累計12億歐元。
2017年10月28日，柏林航空AB6210從慕尼黑至柏林的最後一班航班，抵達柏林泰格尔机场，長達39年的運營歷史正式結束

## 机舱服务
柏林航空提供飞行过程中的小吃、餐点及饮品。短途航线的餐点需要在起飞前90分钟或以上时间预定；远程航班的餐点则可在航班起飞前48小时至30天的期间或飞行过程中预定。 饮品及小吃在（适用于航程达6小时以上的）所有航班上免费。免费餐点则适用于洲际航班。 此外，柏林航空还提供机上报纸、 指定座位 和飞行常客计划等服务。

## 代码共享协议
柏林航空結業前，與以下航空公司簽訂代碼共享協議:
- 塞爾維亞航空
- 塞舌爾航空
- 波羅的海航空
- 意大利航空
- 奧地利航空
- 美國航空
- 曼谷航空
- 英國航空
- 保加利亞航空
- 捷克航空
- 達爾文航空
- 阿提哈德航空
- 歐洲之翼
- 芬蘭航空
- 弗萊比航空
- 海南航空
- 西班牙國家航空
- 日本航空
- 捷特航空
- 漢莎航空
- 子午線航空
- 尼基航空
- 飛馬航空
- 皇家約旦航空
- S7航空
- 斯里蘭卡航空
- 瑞士國際航空
- 維珍澳洲航空

## 机队

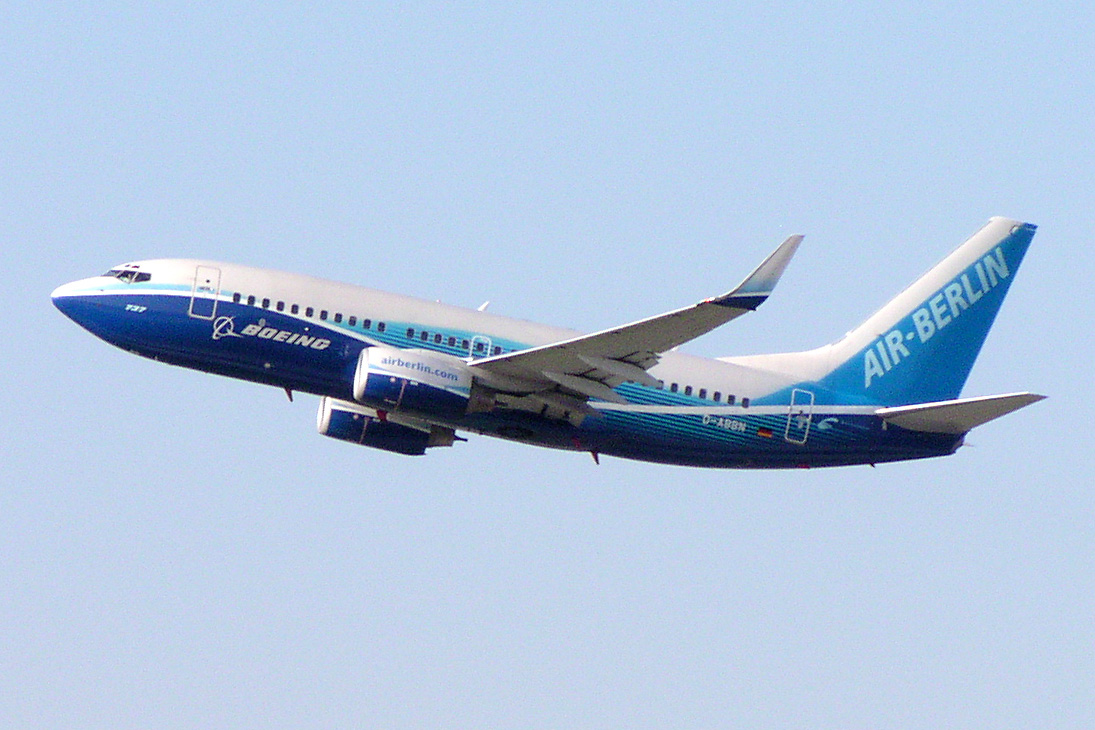
波音涂装的柏林航空波音737-700

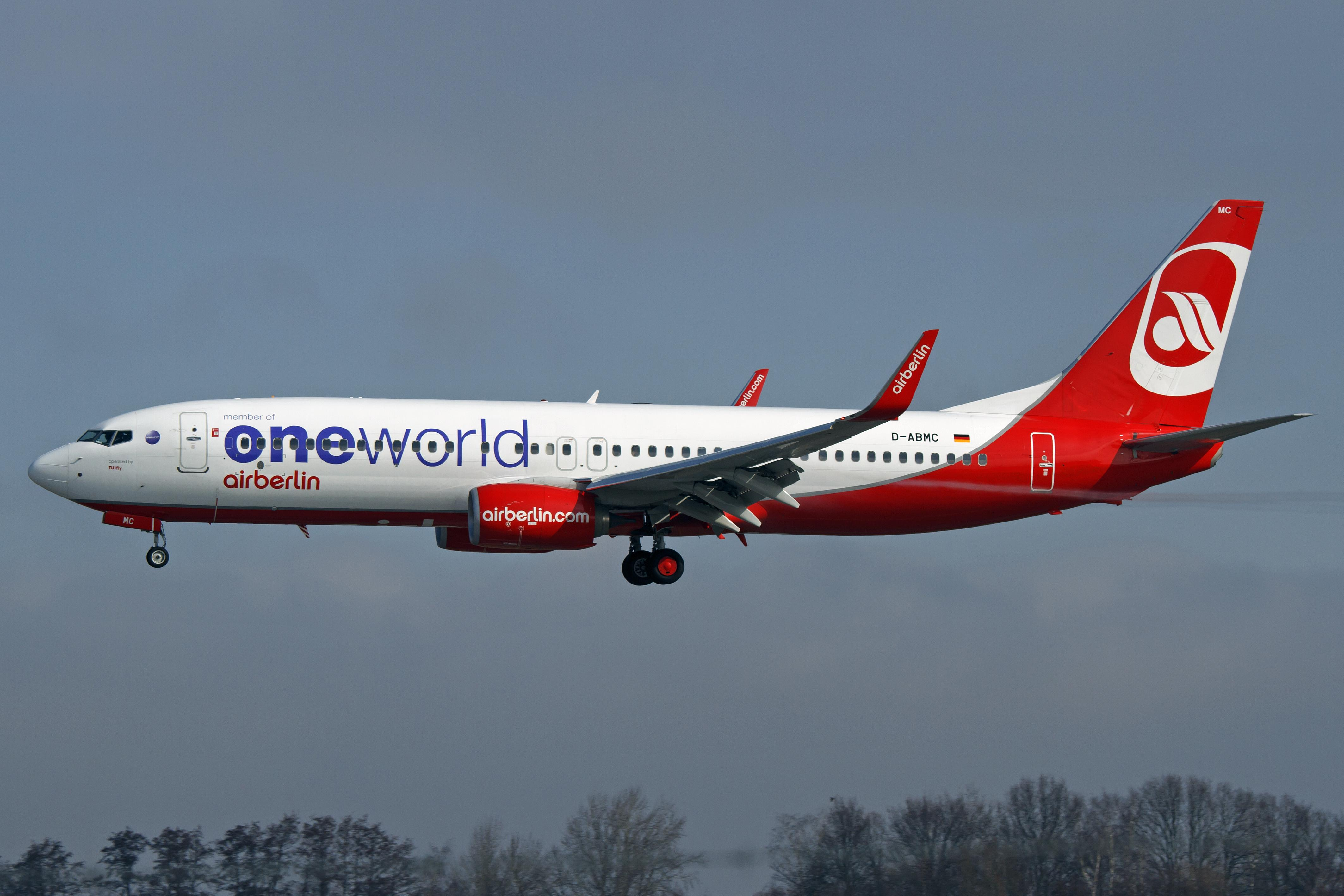
寰宇一家涂装的柏林航空波音737-800

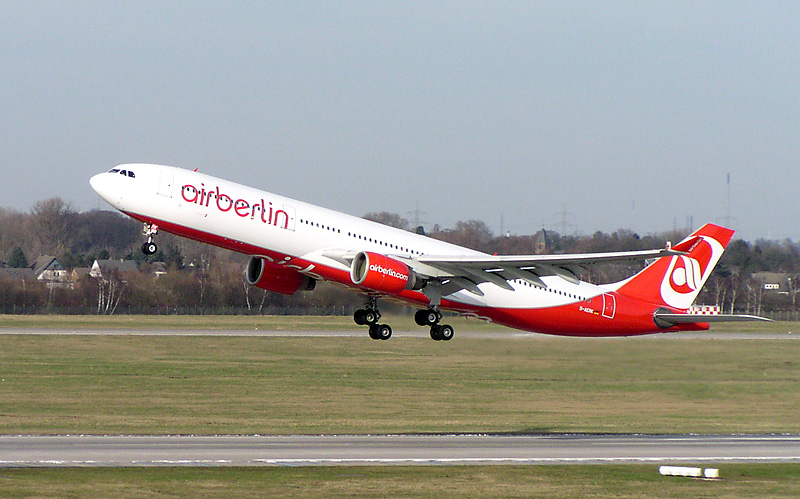
right柏林航空A330-300在杜塞尔多夫

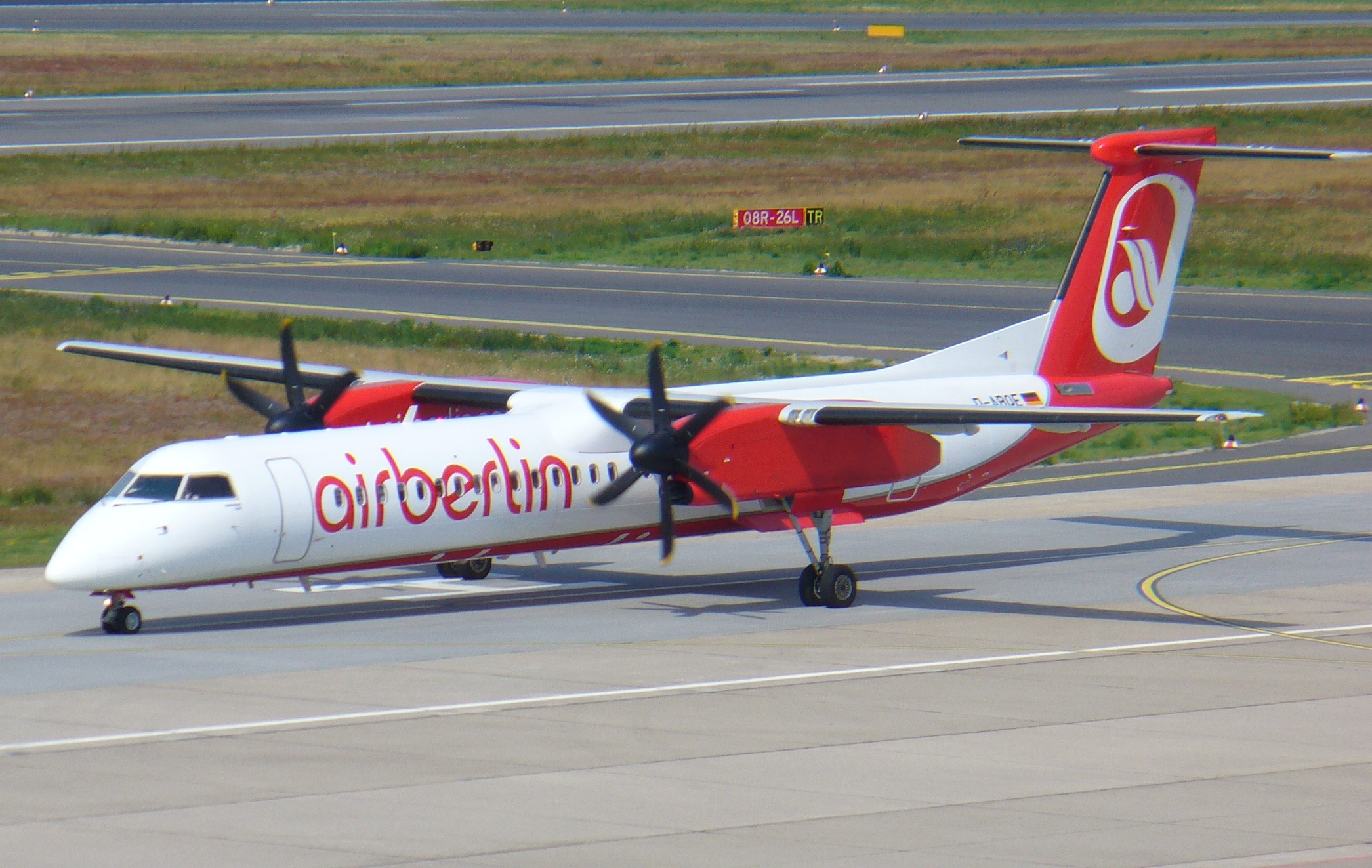
柏林航空Dash 8

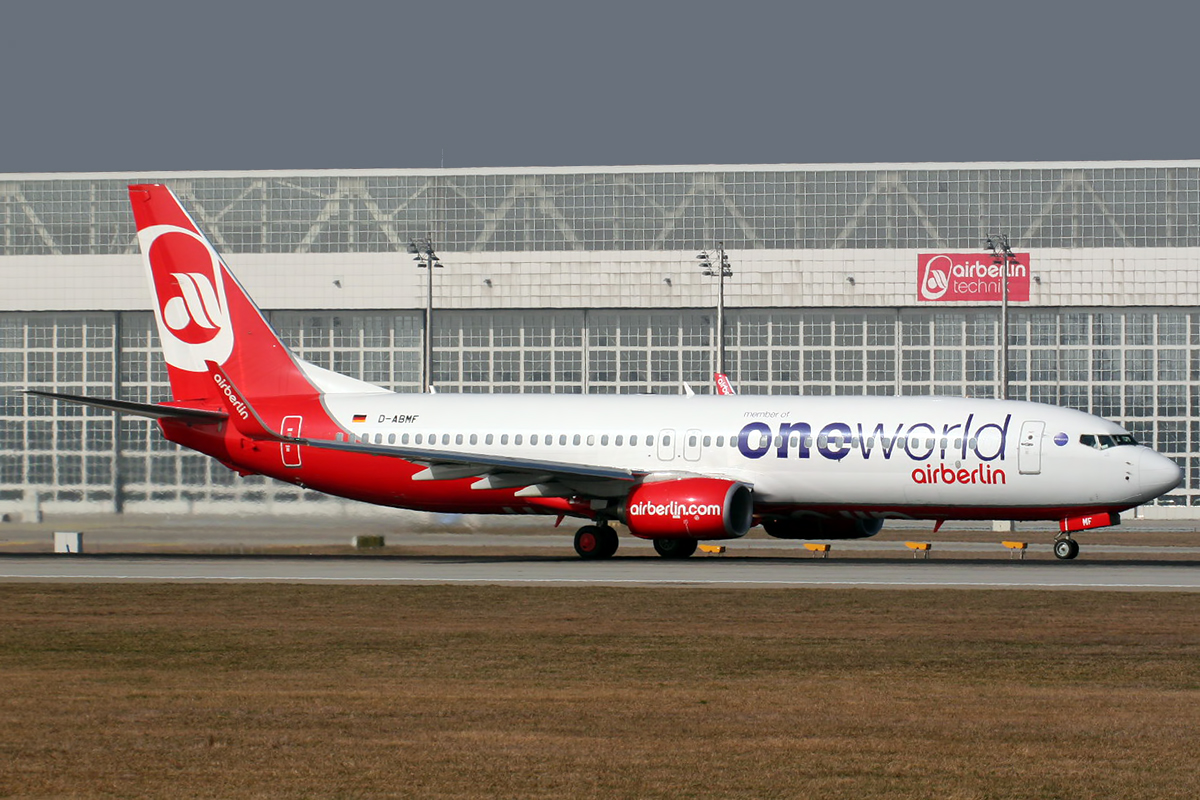
柏林航空於2012年加入寰宇一家聯盟，但因破產而於2017年10月28日結業，並退出寰宇一家

## 事故
截至2010年1月，柏林航空没有录得任何死亡事故或飞机损毁的报告。因此其在飞机事故数据评估中心（JACDEC）的指数为0.0。
2010年1月3日，在当地时间早晨7点05分，柏林航空一架载有165名乘客和6名机组人员的波音737-800型客机（编号D-ABKF）在德国西部多特蒙德机场冲出跑道，但未造成人员伤亡。 飞机也没有受损。柏林航空称，这架客机在起飞时出现技术故障，飞行员及时中断起飞，但飞机滑出了跑道。
2017年10月15日，柏林航空停運前最後一班長途航班AB7001（機型為空中巴士A330）於降落杜塞道夫機場時，經空中管制員許可下進行重飛程序，並於重飛時於極低高度左轉接近塔台道別。德國聯邦航空管理局事後調查重飛是否違規，涉事飞行员事后已被停职。